# Rendimento isoentropico

Ciclo Brayton ideale (linee continue) e reale (linee tratteggiate), su diagramma T-s

Il rendimento isoentropico è un particolare rendimento usato per stabilire quanto una trasformazione adiabatica di compressione o di espansione si avvicini al caso ideale di trasformazione isoentropica, cioè reversibile, nella quale l'entropia non aumenta, ma rimane costante.

## Aspetto teorico
La forma differenziale dell'energia interna è:
{\displaystyle dU=-P\operatorname {d} V+T\operatorname {d} S}
L'entalpia risulta essere
{\displaystyle H=U+PV}
conseguentemente la forma differenziale dell'entalpia risulta essere:
{\displaystyle dH=\operatorname {d} U+P\operatorname {d} V+V\operatorname {d} P}
{\displaystyle dH=-P\operatorname {d} V+T\operatorname {d} S+P\operatorname {d} V+V\operatorname {d} P}
{\displaystyle dH=T\operatorname {d} S+V\operatorname {d} P}
La forma differenziale dell'entalpia, su di un'isobara si riduce a:
{\displaystyle dH=T\operatorname {d} S}
Si consideri ora, in riferimento al ciclo di Brayton-Joule riportato in figura, il compressore. Il suo lavoro sarà:
- Caso isoentropico: {\displaystyle L_{compressore}=H_{1}-H_{2}}
- Caso non isoentropico: {\displaystyle L_{compressore}=H_{1}-H_{2'}}

Tale lavoro risulta essere, in entrambi i casi {\displaystyle <0} poiché il compressore fornisce lavoro al fluido per innalzarne il contenuto entalpico. Riprendendo la forma differenziale dell'entalpia su un'isobara, come quella lungo il percorso {\displaystyle 2,3} su cui giace il punto {\displaystyle 2} del lavoro del compressore, è possibile notare che ad un aumento di {\displaystyle dS}, corrispondente ad un aumento dell'irreversibilità, aumenta {\displaystyle dH} e di conseguenza {\displaystyle H_{2'}}. Questo comporta quindi che {\displaystyle L_{compressore}} risulti ancora più negativo del caso isoentropico. Quindi ad un aumento dell'irreversibilità aumenta il lavoro che deve compiere il compressore sul fluido.
Considerando invece la turbina si ha che:
- Caso isoentropico: {\displaystyle L_{turbina}=H_{3}-H_{4}}
- Caso non isoentropico: {\displaystyle L_{turbina}=H_{3'}-H_{4'}}

Tale lavoro risulta essere, in entrambi i casi {\displaystyle >0} poiché la turbina consuma il contenuto entalpico del fluido, per mettere in rotazione il suo albero. Con un ragionamento analogo a quello fatto in precedenza per il compressore, è possibile notare che nella  turbina un aumento di irreversibilità comporta una diminuzione del lavoro che essa è in grado di produrre.
Tali considerazioni, eseguite sul ciclo Brayton, e con il lavoro considerato positivo se uscente dal sistema studiato, sono valide anche per altri cicli come un ciclo di Rankine o un ciclo di Rankine a vapore surriscaldato

## Applicazione
Il rendimento è definito come {\displaystyle \eta ={\frac {L_{minimo}}{L_{massimo}}}}
Applicando tale definizione al caso della turbina e del compressore, è possibile ottenere i  corrispettivi rendimenti isoentropici:
- Nel caso di espansione in turbina è definito dal rapporto fra il lavoro reale ottenuto e quello ideale ottenibile dall'isoentropica.

{\displaystyle \eta _{isoentropico\ turbina}={\frac {L_{reale}}{L_{ideale}}}\qquad L_{reale}<L_{ideale}}
- Nel caso di compressione nel compressore è il rapporto fra il lavoro ideale necessario (cioè minimo) e quello realmente necessario.

{\displaystyle \eta _{isoentropico\ compressore}={\frac {L_{ideale}}{L_{reale}}}\qquad L_{reale}>L_{ideale}}
Un compressore non isoentropico necessiterà di una maggiore potenza (o lavoro) dell'equivalente compressore isoentropico, visto che entrambi produrranno comunque la stessa variazione di pressione nel gas.
Inversamente vale per i processi di espansione. Una turbina non isoentropica produrrà una minore potenza (o lavoro) dell'equivalente turbina isoentropica, visto che entrambe funzionano con la stessa differenza di pressione.

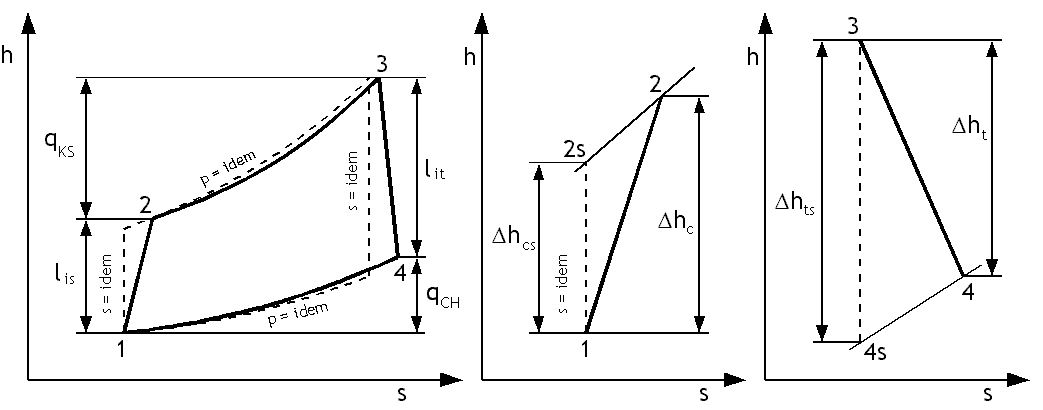
Ciclo Brayton su diagramma h-s: dal punto 1 al 2, compressione isoentropica (tratteggiata) e reale (linea continua); dal punto 3 al 4, espansione isoentropica (tratteggiata) e reale (linea continua). Note: 1) Le trasformazioni isoentropiche sono sempre verticali sui diagrammi h-s e T-s; 2) la pressione dei punti 2s e 2 è la stessa, come è la stessa anche per i punti 4s e 4